# Al-Qastal, Syria
Al-Qastal (tiếng Ả Rập: القسطل) là một ngôi làng ở miền nam Syria, một phần hành chính của Tỉnh bang Dimashq, nằm ở phía đông bắc của Damascus, trên tuyến đường caravan cổ đến Homs và Aleppo, thuộc dãy núi Qalamoun. Các địa phương gần đó bao gồm Yabroud, an- Nabek, al-Sahel và Deir Atiyah ở phía bắc, ar-Ruhaybah, Jayroud, al-Dumayr và al-Qutayfah ở phía nam, và Ma'loula, Assal al-Ward và Hosh Arab tây nam. Theo Cục Thống kê Trung ương Syria, al-Qastal có dân số 3.486 trong cuộc điều tra dân số năm 2004. Cư dân của nó chủ yếu là người Hồi giáo Sunni.

## Lịch sử
Al-Qastal được nhà địa lý người Syria Yaqut al-Hamawi đến thăm vào đầu thế kỷ 13, dưới thời cai trị của Ayyubid. Ông lưu ý rằng đó là "một nơi giữa Hims và Damascus nơi các đoàn lữ hành dừng lại. Nó được gọi là tên của Kurah (hoặc quận). " 